# Прогресс-Вілледж (Флорида)
Прогресс-Вілледж (англ. Progress Village) — переписна місцевість (CDP) в США, в окрузі Гіллсборо штату Флорида. Населення — 11 188 осіб (2020).

## Географія
Прогресс-Вілледж розташований за координатами 27°53′8″ пн. ш. 82°21′51″ зх. д. / 27.88556° пн. ш. 82.36417° зх. д. (27.885648, -82.364256).  За даними Бюро перепису населення США в 2010 році переписна місцевість мала площу 8,42 км², з яких 7,84 км² — суходіл та 0,58 км² — водойми.

## Демографія
Згідно з переписом 2010 року, у переписній місцевості мешкали 5392 особи в 1932 домогосподарствах у складі 1406 родин. Густота населення становила 640 осіб/км².  Було 2135 помешкань (253/км²).
Расовий склад населення:
| - 51,7 % — чорних або афроамериканців - 37,1 % — білих - 4,0 % — азіатів - 0,2 % — корінних американців - 0,1 % — вихідців з тихоокеанських островів - 3,5 % — осіб інших рас |

До двох чи більше рас належало 3,5 %. Частка іспаномовних становила 14,9 % від усіх жителів.
За віковим діапазоном населення розподілялося таким чином: 27,3 % — особи молодші 18 років, 62,1 % — особи у віці 18—64 років, 10,6 % — особи у віці 65 років та старші. Медіана віку мешканця становила 33,6 року. На 100 осіб жіночої статі у переписній місцевості припадало 91,5 чоловіків;  на 100 жінок у віці від 18 років та старших — 85,3 чоловіків також старших 18 років.
Середній дохід на одне домашнє господарство  становив 74 738 доларів США (медіана — 56 071), а середній дохід на одну сім'ю — 78 190 доларів (медіана — 62 177). Медіана доходів становила 41 930 доларів для чоловіків та 38 536 доларів для жінок. За межею бідності перебувало 16,0 % осіб, у тому числі 13,6 % дітей у віці до 18 років та 13,0 % осіб у віці 65 років та старших.
Цивільне працевлаштоване населення становило 3416 осіб. Основні галузі зайнятості: освіта, охорона здоров'я та соціальна допомога — 26,3 %, науковці, спеціалісти, менеджери — 18,5 %, фінанси, страхування та нерухомість — 14,1 %.